# مگس‌گیرهای کشاورزی
مگس‌گیرهای کشاورزی (نام علمی: Agricola) یک سرده از پرندگان گنجشک‌سان کوچک در تیرهٔ بزرگ مگس‌گیران جهان قدیم (Muscicapidae) است. آنها محدود به کشورهای جنوب صحرای آفریقا هستند.

## گونه‌ها
این سرده دارای دو گونه است:
- مگس‌گیر رنگ‌پریده، Agricola pallidus
- مگس‌گیر چکی، Agricola infuscatus